# Ferdinand Růžička

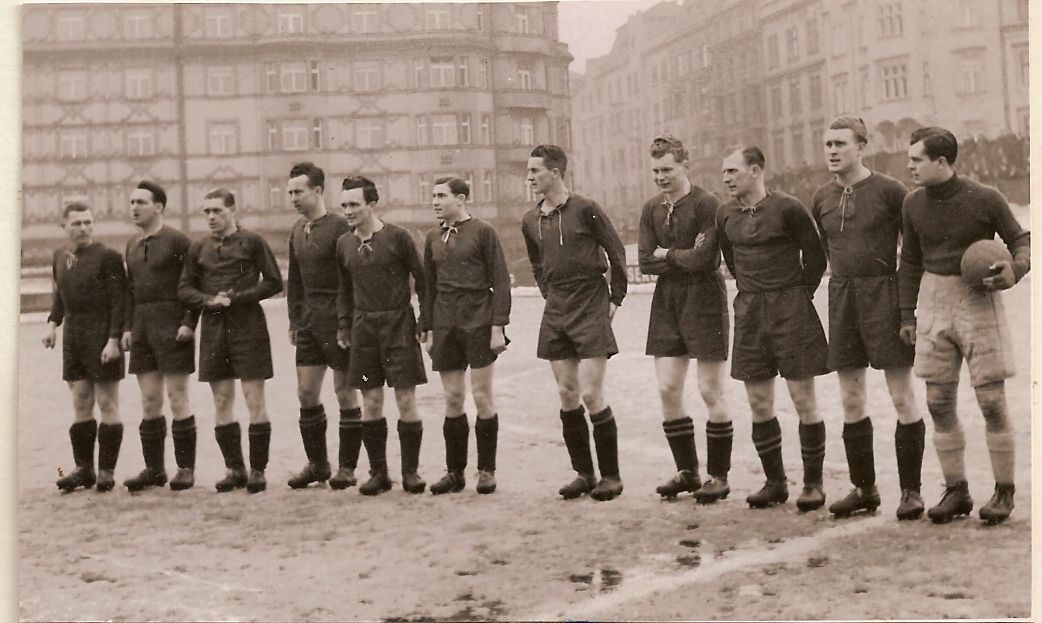
Ferdinand Růžička pátý zprava

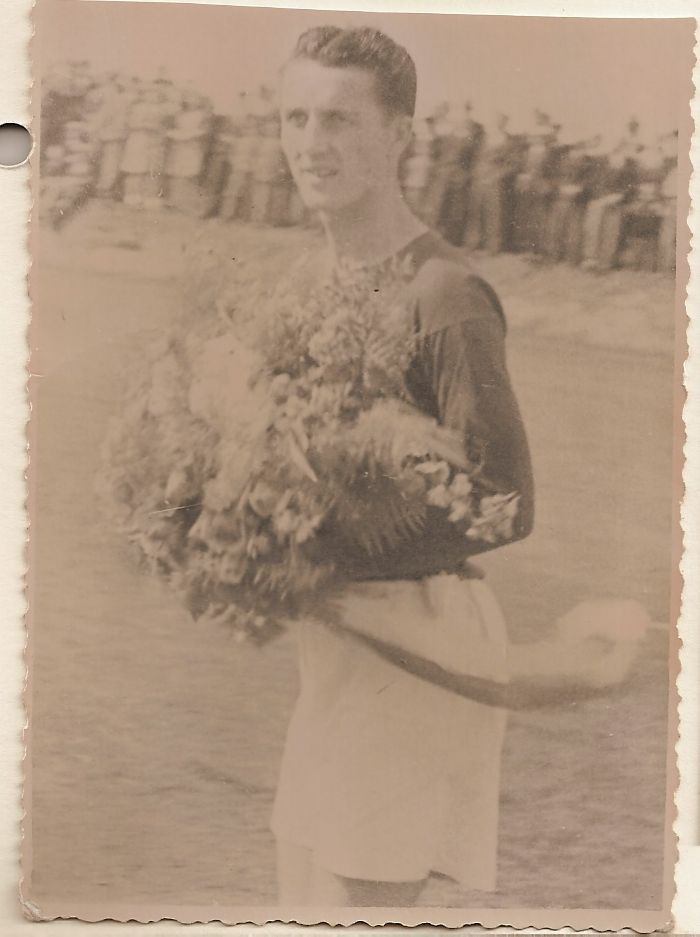
Ferdinand Růžička

Ferdinand Růžička (13. prosince 1919 – 1980) byl český fotbalový obránce.

## Fotbalová kariéra
V nejvyšší soutěži hrál za SK Židenice, AC Sparta Praha a SK Pardubice. V československé lize nastoupil v 78 utkáních, aniž by skóroval. Začínal v SK Vyškov a poté hrál za SK Arsenal Husovice.

## Ligová bilance

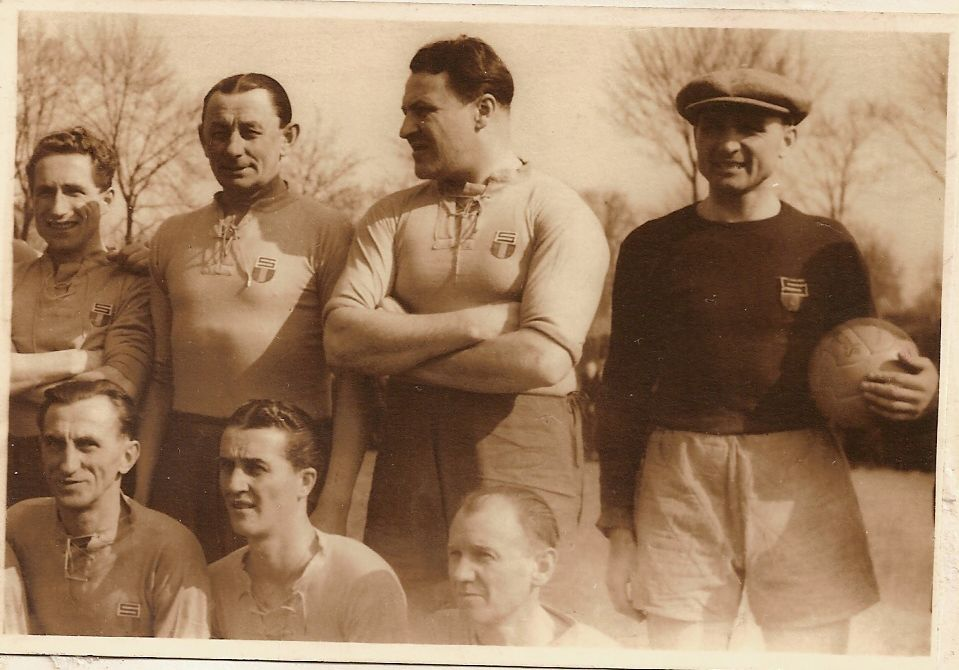
S Vlastou Burianem, Ferdinand Růžička klečící uprostřed.

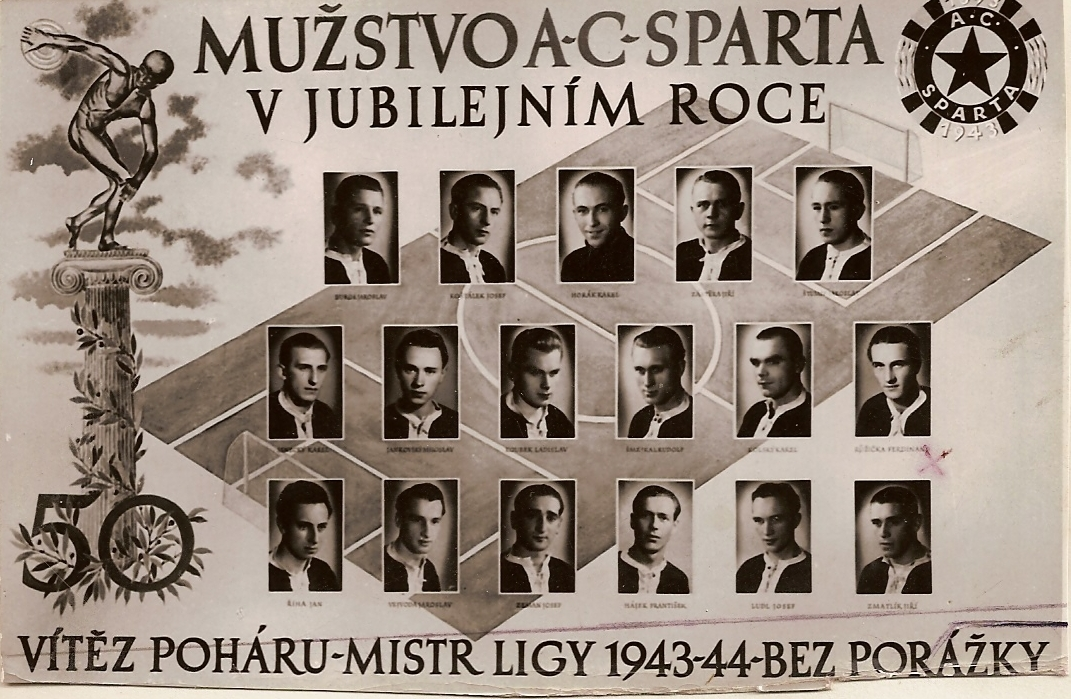
Tablo A.C. Sparta Praha

| Ročník                       | Zápasy | Góly | Klub            |
| ---------------------------- | ------ | ---- | --------------- |
| Státní liga 1938/39 (fotbal) | 3      | 0    | SK Židenice     |
| Národní liga 1939/40         | 9      | 0    | SK Židenice     |
| Národní liga 1940/41         | 22     | 0    | SK Židenice     |
| Národní liga 1941/42         | 1      | 0    | SK Židenice     |
| Národní liga 1941/42         | 20     | 0    | AC Sparta Praha |
| Národní liga 1942/43         | 8      | 0    | AC Sparta Praha |
| Státní liga 1945/46          | 15     | 0    | SK Pardubice    |
| CELKEM                       | 78     | 0    |                 |